# Maison des Adam
Pour les articles homonymes, voir Adam (homonymie).
La maison des Adam est un immeuble remarquable de la ville de Nancy. C'est une construction du XVIIIe siècle de style classique qui fut la demeure d'une célèbre dynastie de sculpteurs lorrains puis français.

## Situation
La maison des Adam se situe rue des Dominicains, dans la ville-neuve de Nancy.

## Histoire
Le 28 mai 1712, Jacob Sigisbert Adam et sa femme Sébastienne Le Léal achetèrent la maison correspondant à l’actuel no 57 de la rue des Dominicains pour la somme de 11 700 francs et 600 francs de vin. Comme il s’agissait d’une rue commerçante, il fut convenu que la boutique et l’arrière-boutique au rez-de-chaussée fussent louées dès 1712 au marchand épicier Claude Benard. Par ailleurs, le couple Adam ne s’y installa que vers 1715. On ignore où se trouvait l’atelier du sculpteur. En 1718, celui-ci orna la façade d’un ensemble sculpté auquel ont peut-être participé ses fils, symbole de sa profession et sa réussite. Celle-ci fut classée au titre des monuments historiques par un arrêté du 22 juillet 1946.
L’exposition « Les Adam. La sculpture en héritage » place cette façade comme œuvre de référence de la production de l’artiste. Ainsi, une étude iconographique et stylistique de celle-ci a permis de mettre à jour le corpus d’œuvres attribuées à Jacob Sigisbert Adam depuis le XIXe siècle.

## Description
La décoration de la façade se déploie sur trois étages.
Sous les croisées du premier étage apparaît une frise représentant Les Quatre parties du monde, avec L’Afrique et l’Europe à gauche, et L’Asie et l’Amérique à droite. Ces reliefs sont encadrés par trois mascarons. Au centre, entre les deux baies, l’Allégorie de la sculpture est entourée de deux putti.

Au-dessus des linteaux sont sculptés deux couples de putti symbolisant l’Architecture à gauche, et la Peinture et la musique à droite, respectivement surmontés des allégories de l’Eté et de l’Automne, et du Printemps et de l’Hiver. Un médaillon sculpté représentant Mars, Vénus et Cupidon est placé entre celles-ci.

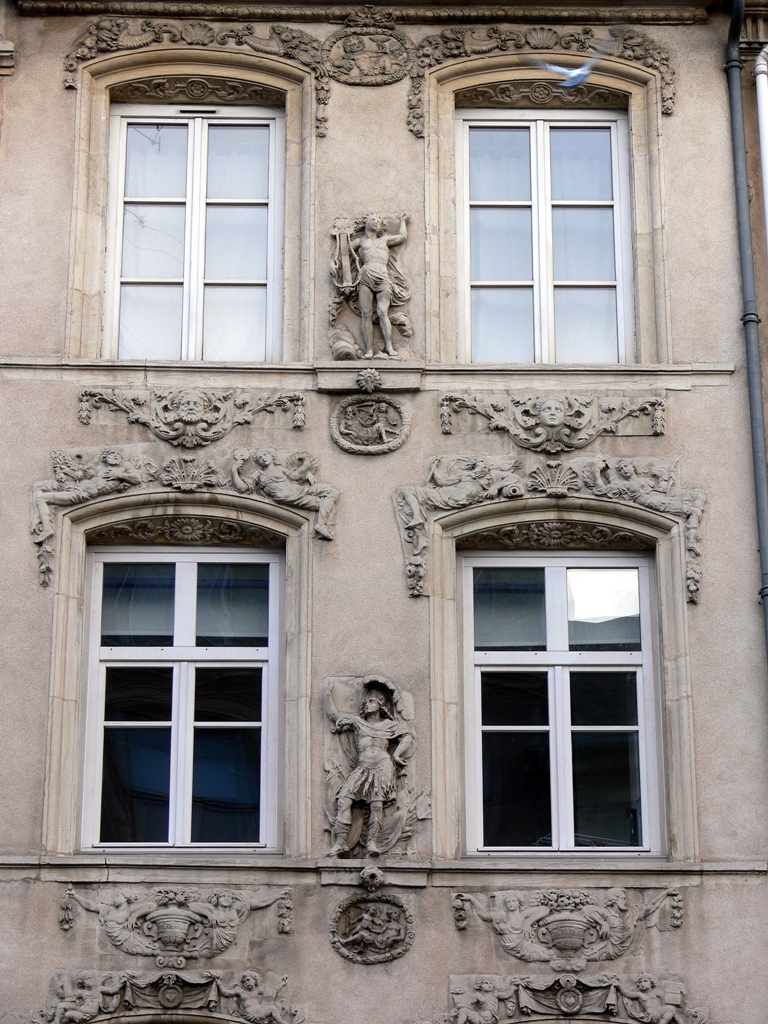
Maison des Adam vers 1720 Nancy par Jacob Sigisbert Adam.

Au deuxième étage, directement au-dessus de ce médaillon est sculpté un haut-relief représentant Mars en habit militaire devant un trophée d’armes.
Cet étage reproduit le même schéma que le premier, avec au-dessus des linteaux les divinités Jupiter et Junon à gauche, et Neptune et Diane à droite, respectivement de têtes masculine et féminine. Au centre est sculpté un médaillon représentant Saturne et un putto.
Il est surmonté au troisième étage par une représentation d’Apollon, entre deux baies coiffées d’un décor de cornes d’abondance. Un médaillon sommital représentant Bacchus est situé au centre sous la corniche.

## Galerie

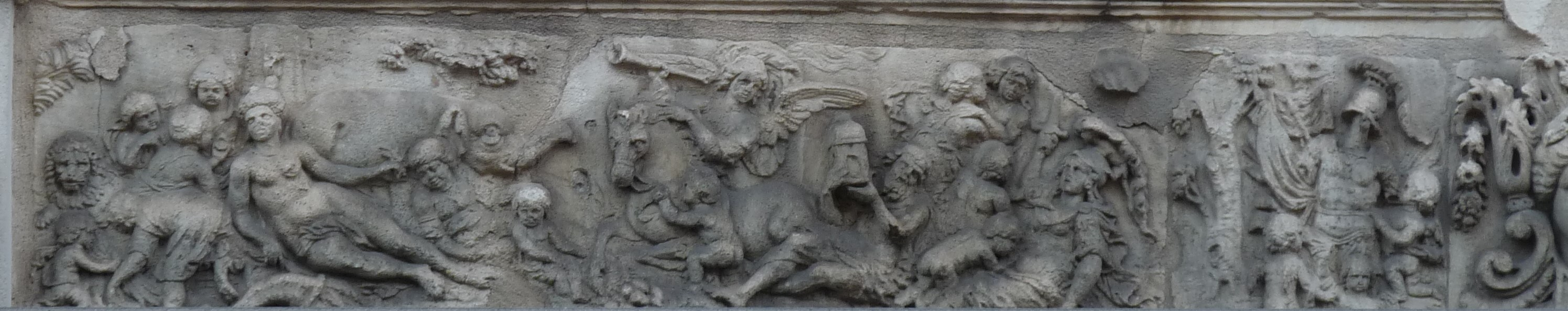
L'Afrique et l'Europe.
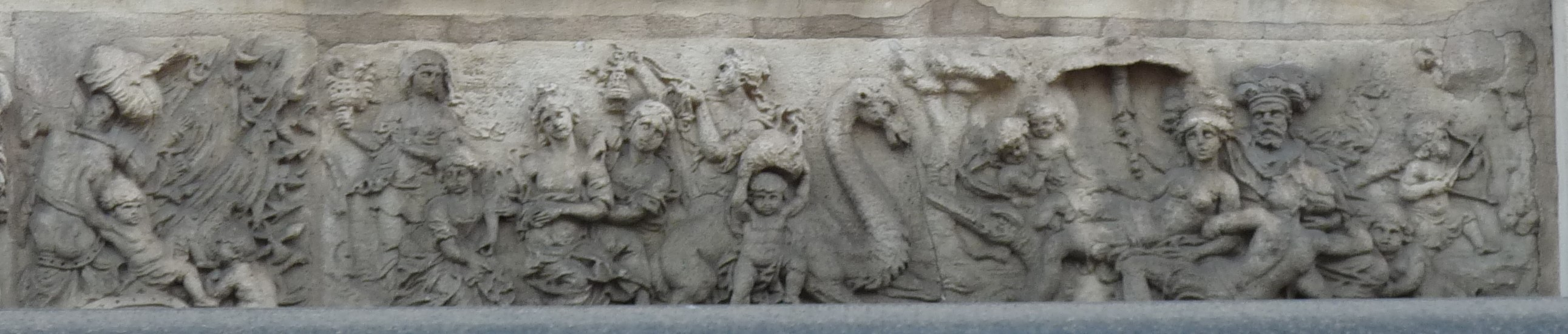
L'Asie et l'Amérique.
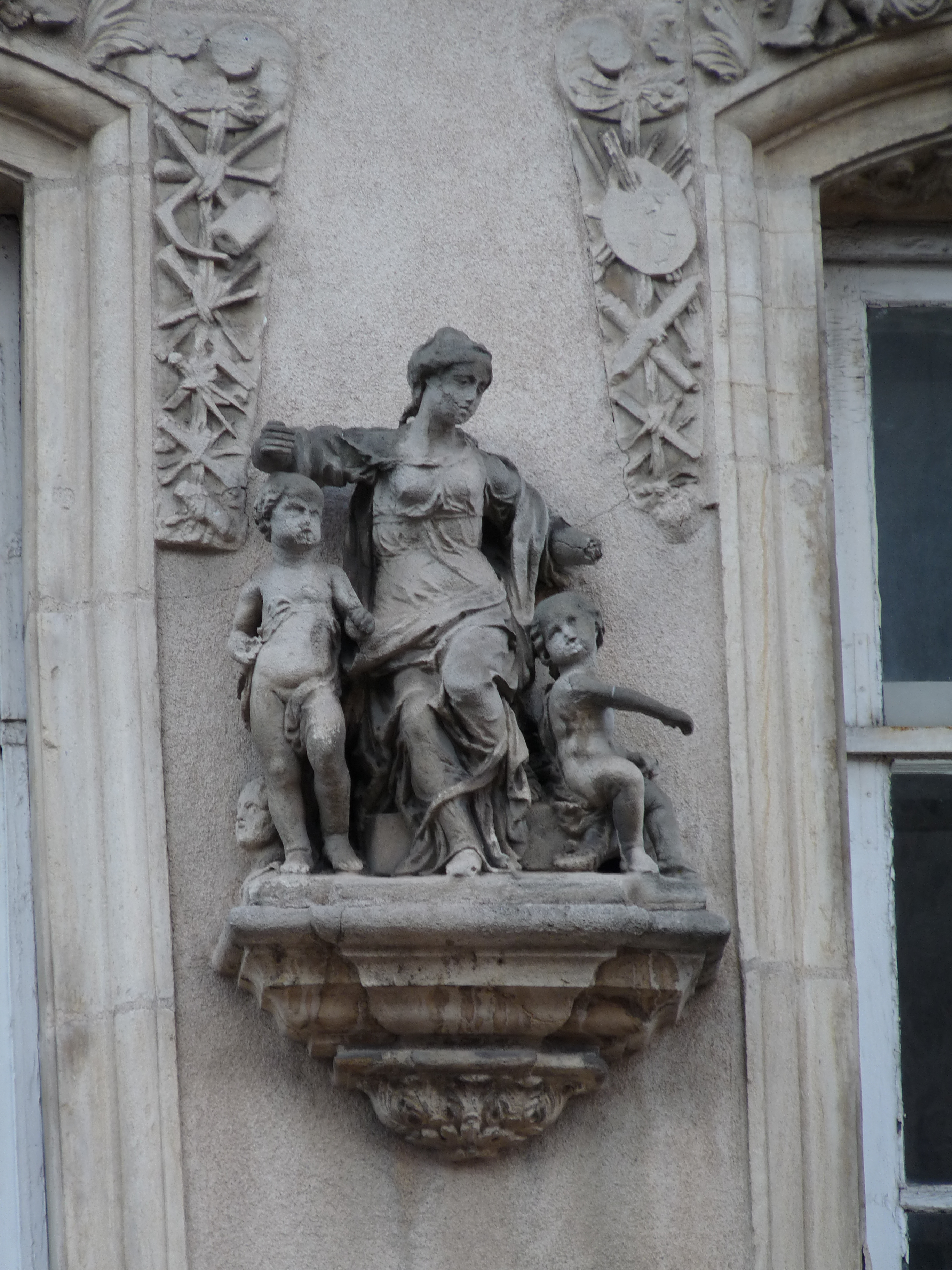
Allégorie de la sculpture.
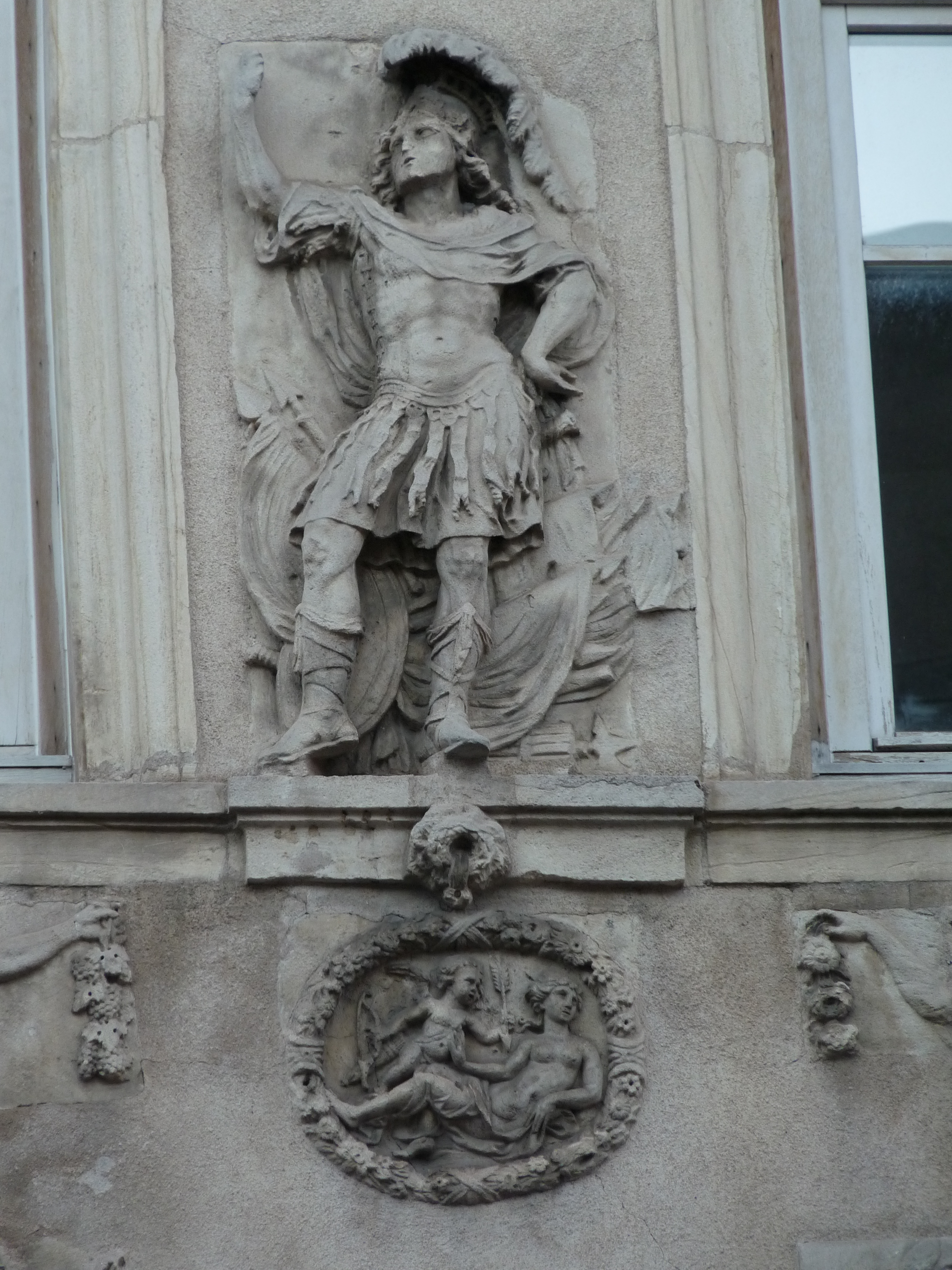
Mars, Vénus et Cupidon.
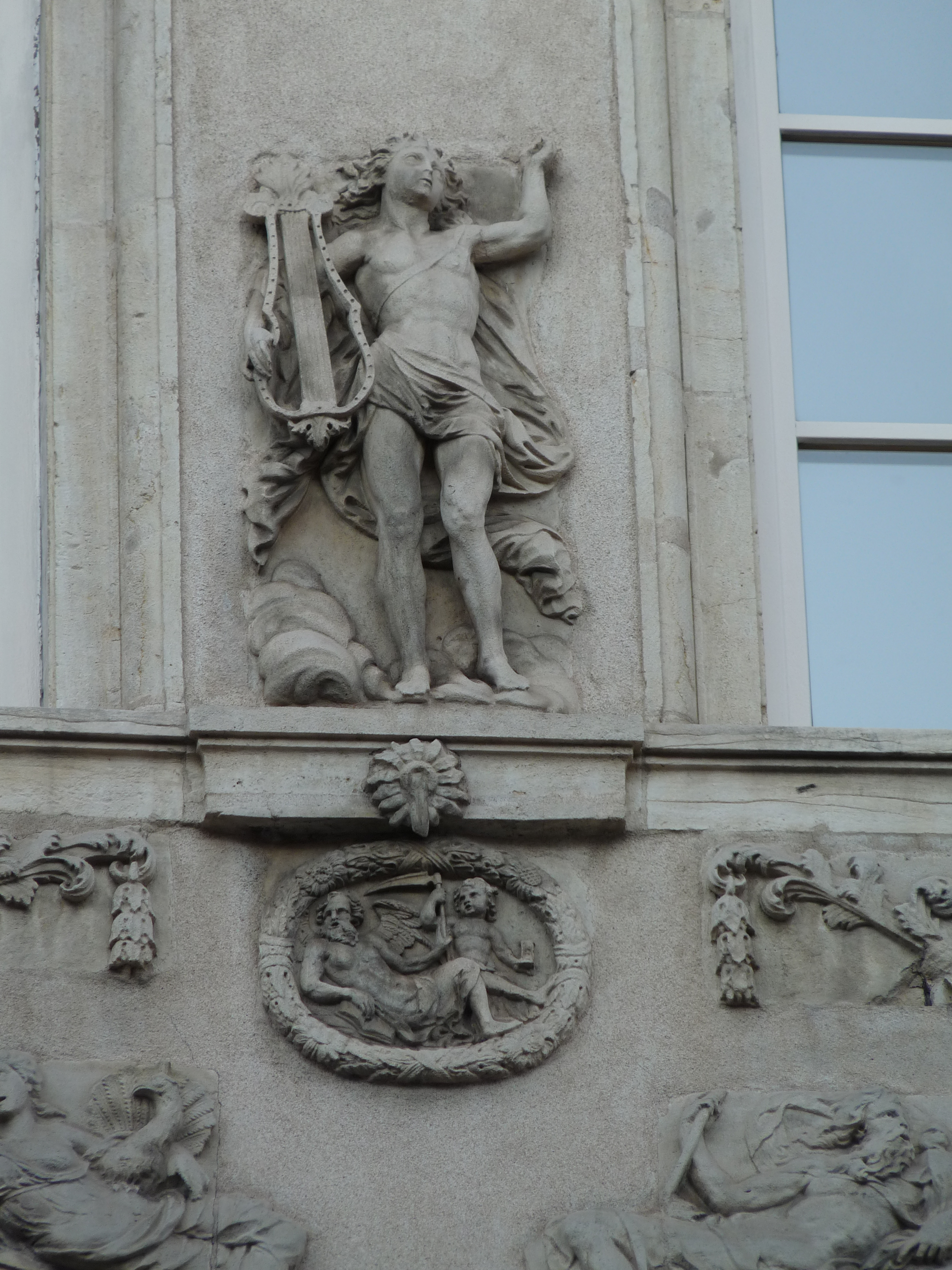
Apollon, Saturne et un putto.
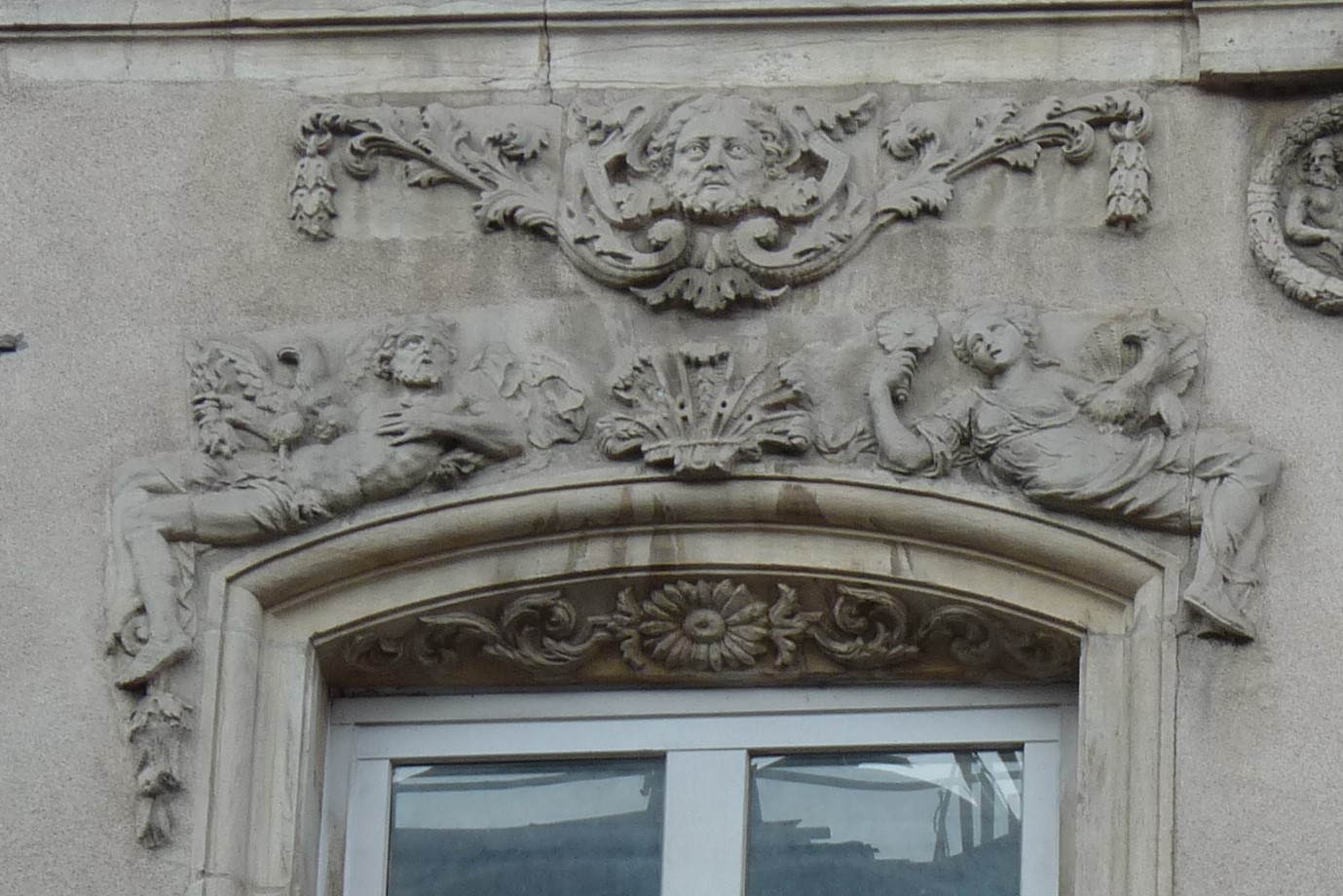
Jupiter et Junon.
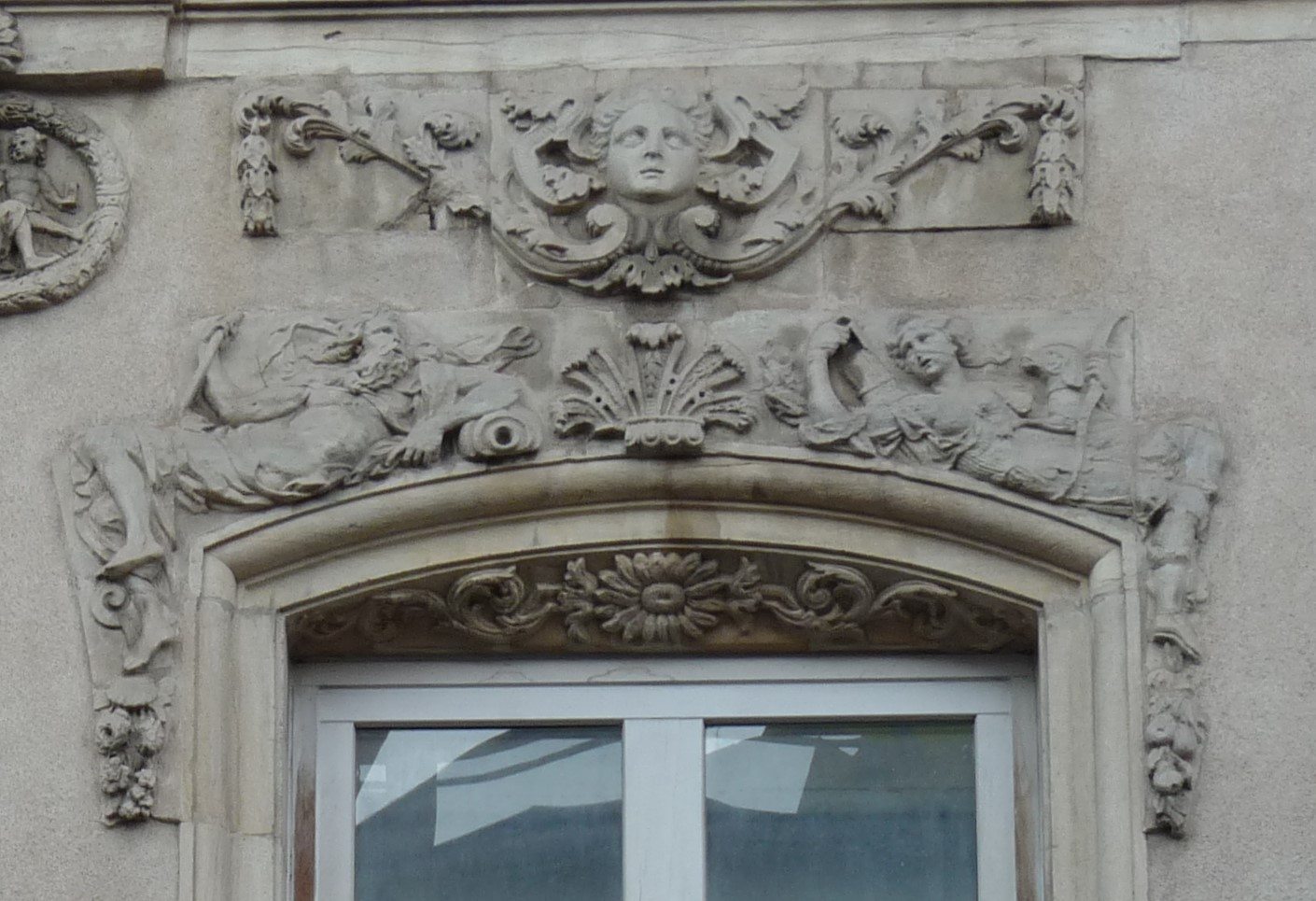
Neptune et Diane.
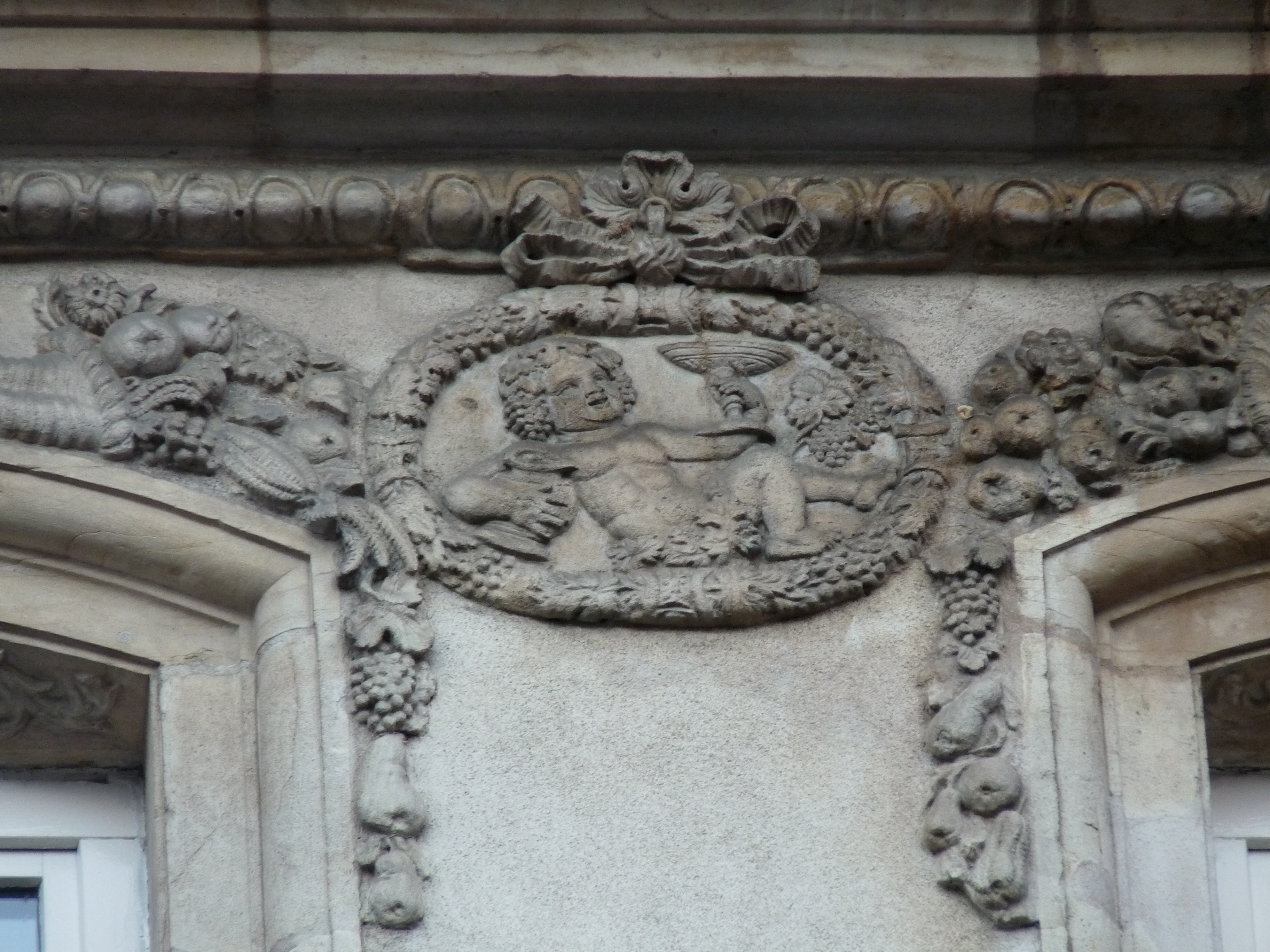
Médaillon sommital représentant Bacchus.